# Isla Jindo
La isla Jindo (Hangul: 진도군) es una isla costera localizada al suroeste de la península coreana, siendo la tercera isla más grande de Corea del Sur. Administrativamente, junto con un grupo de islas más pequeñas, forma el condado de Jindo, parte de la provincia de Jeolla del Sur (전라남도).
La isla está separada del continente por el estrecho de Myeongnyang, que es atravesado por el puente colgante más largo de Corea del Sur, el puente de Jindo, un doble puente atirantado con una luz de 484 metros.

## Historia
En la isla, en 1597 el almirante Yi Sun-sin ganó la batalla de Myeongnyang, derrotando a una flota japonesa muy superior.